# Le Médecin de campagne (Tourgueniev)
Pour les articles homonymes, voir Le Médecin de campagne (homonymie).
Le Médecin de campagne est une nouvelle d'Ivan Tourgueniev parue dans la revue russe Le Contemporain en 1848. La nouvelle fait partie du recueil Mémoires d'un chasseur.

## Résumé
Le narrateur est contraint de consulter un médecin à la suite d'un refroidissement au retour d'une partie de chasse. Les deux hommes sympathisent. Leur conversation s'engage sur les obligations du médecin de campagne, et de prendre exemple sur un appel qu’il avait reçu.
Il fallait aller à vingt verstes de nuit dans une carriole sur de mauvais chemins. Tryphon Ivanovitch lâche tout et se rend au chevet du malade. C’est une jeune fille, vingt-cinq ans, très belle, Alexandra Andréievna. Elle a une fièvre qui ne veut pas tomber. Il passe la nuit à son chevet, fait aller chercher des médicaments, mais rien n'y fait : la malade dépérit. Un jour, deux jours, trois jours, il est toujours là. Il essaie d’autres médicaments, il se bat contre la maladie et, entre deux accès de fièvre, ils discutent et se rapprochent.  Elle, sentant sa mort proche, lui déclare qu’elle l’aime. Elle veut aimer avant de mourir. Que se passe-t-il entre eux ? Elle meurt trois jours plus tard en lui avouant qu’il aura été son seul amour.

## Extraits
- « Si le malade meurt, eh bien ! tant pis, on a agi selon les règles ! Mais quand les gens ont en vous une confiance absolue et que vous vous sentez incapable de leur venir en aide, vous souffrez…  »
- « N’est-ce pas affreux de mourir à vingt-cinq ans sans avoir aimé ? »

## Édition française
- Le médecin du district, traduit par Ely Halpérine-Kaminsky, dans Récits d'un chasseur, Paris, Éditions Albin Michel, 1893.
- Le Médecin de campagne, traduit par Françoise Flamant, Éditions Gallimard, Bibliothèque de la Pléiade, 1981  (ISBN 978 2 07 010980 7).